# Svátek přerušení půstu

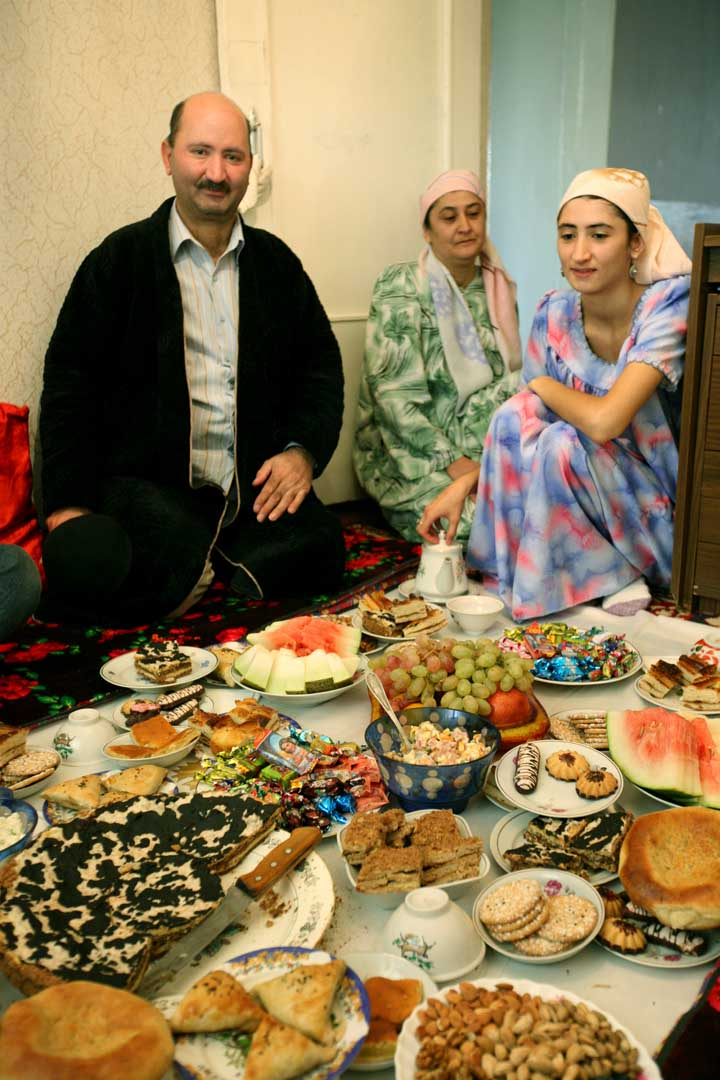
Slavnostní jídlo na Íd al-fitr, Tádžikistán

Svátek přerušení půstu (arabsky عيد الفطر‎, Íd al-fitr) je muslimský svátek slavený po skončení ramadánu, islámského měsíce půstu (saum).
Svátek přerušení půstu trvá tři dny a ukončuje ramadán. Nejpozději první den svátku má věřící muslim darovat almužnu (zakát), která má vyvážit jeho neúmyslná pochybení během ramadánu.

## Termíny svátku
Svátek přerušení půstu začíná dle islámského kalendáře v následující termíny:
- 20. června 1985
- 9. června 1986
- 29. května 1987
- 17. května 1988
- 7. května 1989
- 26. dubna 1990
- 16. dubna 1991
- 5. dubna 1992
- 25. března 1993
- 14. března 1994
- 3. března 1995
- 20. února 1996
- 9. února 1997
- 30. ledna 1998
- 19. ledna 1999
- 8. ledna 2000
- 27. prosince 2000
- 16. prosince 2001
- 6. prosince 2002
- 25. listopadu 2003
- 14. listopadu 2004
- 3. listopadu 2005
- 24. října 2006
- 13. října 2007
- 1. října 2008
- 20. září 2009
- 10. září 2010
- 30. srpna 2011
- 19. srpna 2012
- 8. srpna 2013
- 28. července 2014
- 17. července 2015
- 6. července 2016
- 25. června 2017
- 15. června 2018
- 5. června 2019
- 24. května 2020
- 13. května 2021
- 2. května 2022
- 21. dubna 2023
- 10. dubna 2024
- 31. března 2025
- 20. března 2026